# Ulica Lipowa w Krakowie
Ulica Lipowa – ulica w Krakowie w historycznej dzielnicy Zabłocie (współcześnie Dzielnica XIII Podgórze), biegnąca od nasypu linii kolejowej nr 91 do ulicy Romanowicza.
Ulica Lipowa stanowi fragment dawnej średniowiecznej drogi do Niepołomic i Mogiły. W połowie XIX wieku została przystosowana do funkcji drogi wojskowej. W okresie międzywojennym przybrała charakter ulicy miejskiej dla przemysłowego obszaru Zabłocia. Łączyła historyczne dzielnice Podgórze i Płaszów. W 1921 roku pojawia się pod nazwą ul. Wałowej z racji położenia przy wale linii kolejowej. W 1926 roku nadano oficjalnie jej obecną nazwę. Brak jednak informacji o obecności lip przy tej ulicy. W tym okresie, a także bezpośrednio po wojnie, obejmowała swoim przebiegiem również odcinki dalej na wschód od współczesnego przebiegu aż do ówczesnej ul. Płaszowskiej. Jej środkowy odcinek, rozdzielony w latach 40. XX wieku małą obwodnicą kolejową, już nie istnieje. Wschodni odcinek nosi obecnie nazwę ul. Kiełkowskiego.

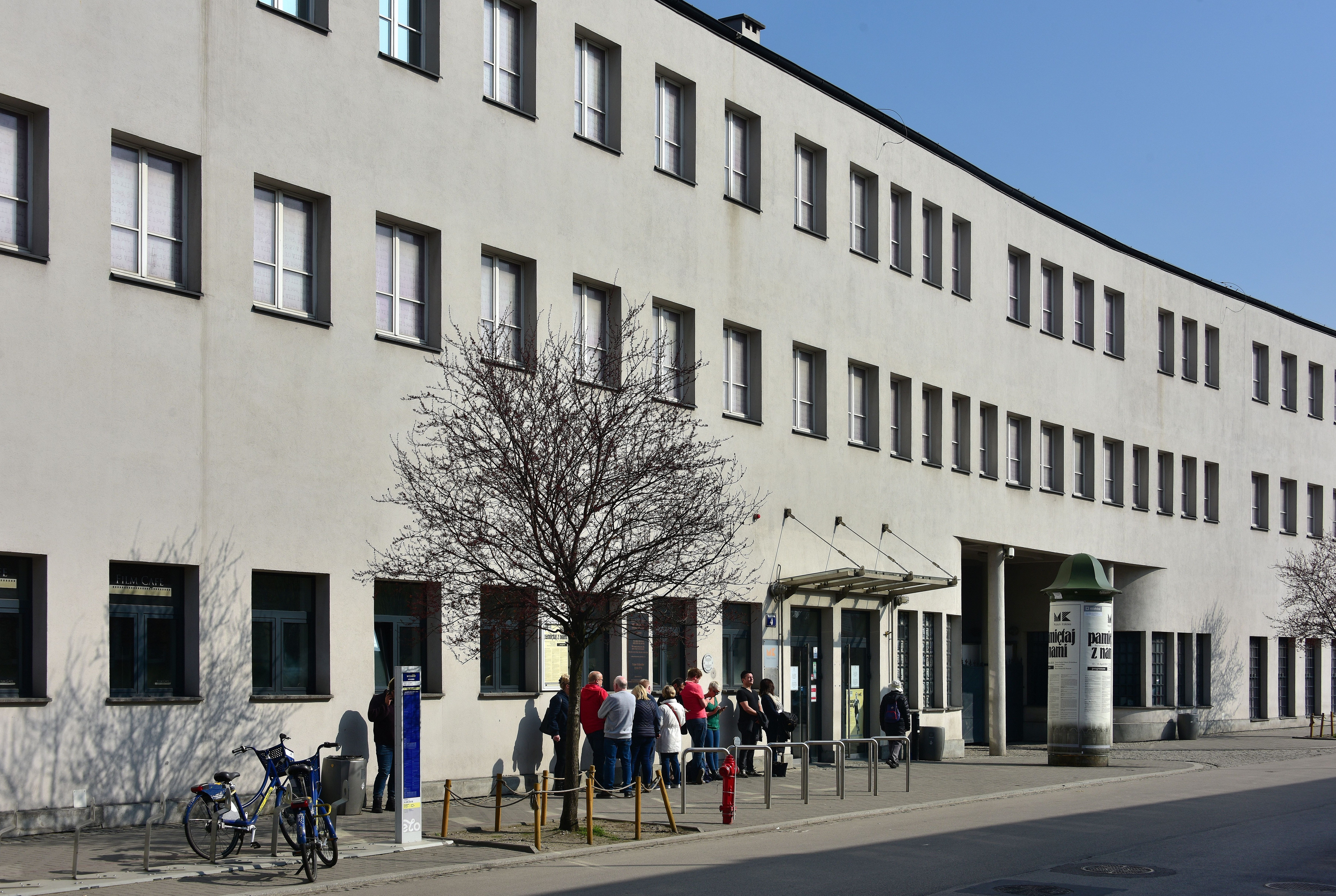
Wejście do muzeum Fabryka Emalia Oskara Schindlera przy ul. Lipowej

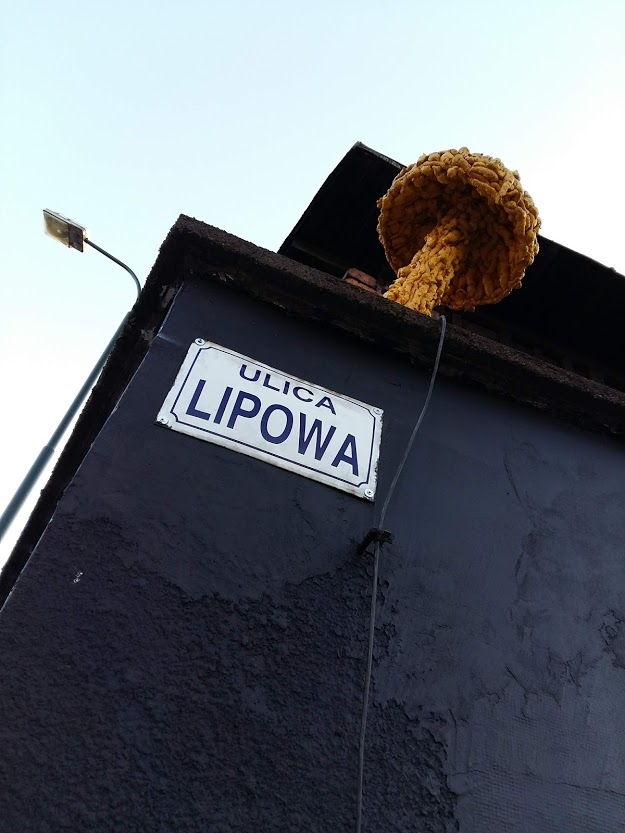
Street art przy ul. Lipowej

Ulica Lipowa stanowiła jedną z głównych ulic przemysłowego Zabłocia. Zlokalizowane były przy niej następujące fabryki, wpisane do miejskiej ewidencji zabytków:
- ul. Lipowa 3 – początkowo fabryka zapałek "Znicz", przebudowana na zakład wyrobu butelek, później Krakowska Huta Szkła, obecnie Instytut Ceramiki i Materiałów Budowlanych, który prowadzi Centrum Szkła i Ceramiki Lipowa 3; najstarsza część pochodzi z 1924 r.
- ul. Lipowa 4 – Pierwsza Małopolska Fabryka Naczyń Emaliowanych i Wyrobów Blaszanych "Rekord", późniejsza Deutsche Emailwarenfabrik Oskara Schindlera, obecnie mieści się w niej muzeum historyczne Fabryka Emalia Oskara Schindlera oraz muzeum sztuki współczesnej MOCAK; najstarsza część autorstwa Zygmunta Prokesza pochodzi z 1937 r.
- ul. Lipowa 10-12 – fabryka wyrobów metalowych, początkowa pod nazwą Fabryka Siatek, Mebli, Konstrukcji Żelaznych i Wyrobów Ornamentalnych Kutych Józefa Goreckiego, a od 1920 r. jako Krakowska Fabryka Drutu i Wyrobów Żelaznych W. Kucharski; najstarsza część autorstwa Władysława Kleinbergera pochodzi z 1899 r.,

W 1979 roku w pobliżu ulicy Lipowej uruchomiono na głównej linii kolejowej (nr 91) przystanek Kraków Zabłocie, obsługujący miejscowe zakłady. Pod linią kolejową przebiega tunel pieszy łączący ul. Lipową z ul. Kącik i ul. Traugutta.
Ulica Lipowa uznana została za ważną przestrzeń publiczną w programie rewitalizacji poprzemysłowej dzielnicy z 2008 roku – planowano wówczas jej przekształcenie w Aleję Lipową. Projekt ten nie został jeszcze (2020) zrealizowany.
W 1993 ulica była głównym planem filmu Lista Schindlera w reżyserii Stevena Spielberga.